# 張正椿
張正椿（1820年6月1日—？年），字友榆，號秋軒，四川奉节人，清朝政治人物、進士出身。
道光二十五年，登進士，改庶吉士。咸丰八年十二月初二，由翰林院编修调任廣西學政。同治元年六月二十（1861年7月16日），解任查办。